# Cayo Antistio Veto (cónsul 6 a. C.)

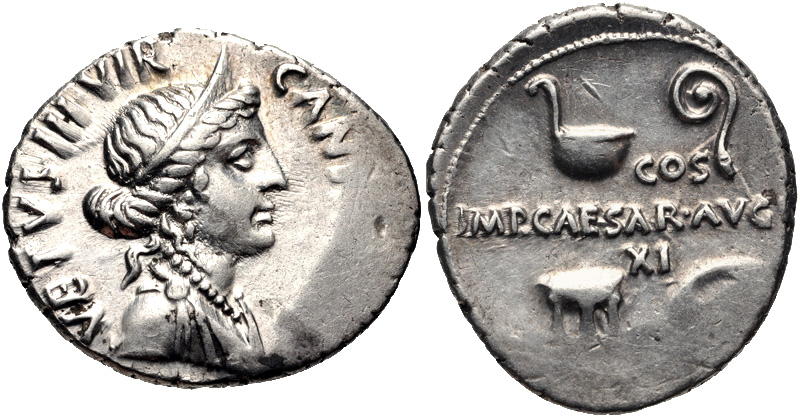
Denario emitido en 16 a. C. por Cayo Antistio Veto como triumvir monetalis.

Cayo o Gayo Antistio Veto  (m. 1) fue un cónsul, además de senador y general del Imperio romano.

## Vida
Hijo del cónsul sufecto de 30 a. C. Cayo Antistio Veto, en 16-15 a. C. comenzó su carrera política como triunvir monetalis dentro del vigintivirato. 
En 6 a. C. fue nombrado cónsul ordinario y más tarde procónsul de la provincia de Asia. Sus dos hijos, Cayo Antistio Veto y Lucio Antistio Veto, también fueron cónsules.